# 周騤
周騤（1420年—？），字世良，直隸華亭縣（今上海市松江區）人，順天府大興縣（今北京市）富戶籍。明朝政治人物。

## 生平
順天府鄉試第三十九名。正統十三年（1448年）戊辰科進士。曾官禮部祠祭司郎中，調儀制司，官至光祿寺少卿。

## 家族
曾祖父周道賢。祖父周貴義。父亲周彥吉。